# Young Ideas (album)
Young Ideas è un album a nome di Ray Anthony and His Orchestra, pubblicato dalla Capitol Records nel 1957.
Nel 2007 la Lone Hill Jazz Records (LHJ10306) ripubblicò su CD il disco assieme ad un altro LP (Moments Together).

## Tracce
Lato A
1. Moonglow – 2:16 (Will Hudson, Eddie De Lange, Irving Mills) – Registrato l'8 aprile 1957 al Capitol Tower Studios di Hollywood, California
2. Why Do I Love You? – 2:23 (Oscar Hammerstein II, Jerome Kern) – Registrato il 10 aprile 1957 al Capitol Tower Studios di Hollywood, California
3. I Love You – 2:49 (Harlan Thompson, Harry Archer) – Registrato l'8 aprile 1957 al Capitol Tower Studios di Hollywood, California
4. Nice Work If You Can Get It – 1:59 (Ira Gershwin, George Gershwin) – Registrato l'8 aprile 1957 al Capitol Tower Studios di Hollywood, California
5. Lonely Night in Paris – 2:00 (Bobby Troup, Bob Alcivar) – Registrato il 22 aprile 1957 al Capitol Tower Studios di Hollywood, California
6. Button Up Your Overcoat – 2:06 (Buddy DeSylva, Lew Brown, Ray Henderson) – Registrato il 10 aprile 1957 al Capitol Tower Studios di Hollywood, California

Durata totale: 13:33
Lato B
1. You Turned the Tables on Me – 2:27 (Sidney D. Mitchell, Louis Alter) – Registrato il 10 aprile 1957 al Capitol Tower Studios di Hollywood, California
2. Just One of Those Things – 2:01 (Cole Porter) – Registrato l'8 aprile 1957 al Capitol Tower Studios di Hollywood, California
3. That Old Feeling – 2:27 (Lew Brown, Sammy Fain) – Registrato l'8 aprile 1957 al Capitol Tower Studios di Hollywood, California
4. Coquette – 2:16 (Gus Kahn, Carmen Lombardo, John Green) – Registrato il 10 aprile 1957 al Capitol Tower Studios di Hollywood, California
5. Wrap Your Troubles in Dreams (And Dream Your Troubles Away) – 2:20 (Ted Koehler, Billy Moll, Harry Barris) – Registrato il 22 aprile 1957 al Capitol Tower Studios di Hollywood, California
6. Young Ideas – 1:57 (Ray Anthony, Don Simpson) – Registrato il 22 aprile 1957 al Capitol Tower Studios di Hollywood, California

Durata totale: 13:28

## Musicisti
Moonglow / Why Do I Love You? / I Love You / Nice Work If You Can Get It / Button Up Your Overcoat / You Turned the Tables on Me / Just One of Those Things / That Old Feeling / Coquette
- Ray Anthony - tromba
- Art De Pew - tromba
- Jack Holman - tromba
- Jack Laubach - tromba
- Jimmy Henderson - trombone
- Lew McCreary - trombone
- Jimmy Priddy - trombone
- Med Flory - sassofono alto
- Gene Merlino - sassofono alto
- Bob Enevoldsen - sassofono tenore
- Jeff Massingill - sassofono tenore
- Leo Anthony - sassofono baritono
- Geoff Clarkson - pianoforte
- Al Viola - chitarra
- Don Simpson - contrabbasso
- Bill Richmond - batteria
- Sconosciuto - arrangiamenti

Lonely Night in Paris / Wrap Your Troubles in Dreams (And Dream Your Troubles Away) / Young Ideas
- Ray Anthony - tromba
- Art De Pew - tromba
- Jack Holman - tromba
- Jack Laubach - tromba
- Lew McCreary - trombone
- Jimmy Priddy - trombone
- Ken Trimble - trombone
- Med Flory - sassofono alto
- Gene Merlino - sassofono alto
- Bob Enevoldsen - sassofono tenore
- Jeff Massingill - sassofono tenore
- Leo Anthony - sassofono baritono
- 4 sconosciuti - violoncello
- Geoff Clarkson - pianoforte
- Al Viola - chitarra
- Don Simpson - contrabbasso
- Bill Richmond - batteria
- Sconosciuto - arrangiamenti